# Wilhelm-Tönnis-Medaille
Die Wilhelm-Tönnis-Medaille wurde von der Deutschen Gesellschaft für Neurochirurgie zu Ehren von Wilhelm Tönnis gestiftet und 1989 erstmals vergeben. Die Auszeichnung wird in unregelmäßigen Abständen an Neurochirurgen „für überragende Leistungen auf dem Gebiet der Neurochirurgie“ vergeben. Mit der Verleihung ist zugleich die Ehrenmitgliedschaft in der Deutschen Gesellschaft für Neurochirurgie verbunden. Die Preisvergabe erfolgt im Rahmen der Jahrestagungen der Gesellschaft.

## Preisträger
- 1989 Friedrich Loew
- 1994 Reinhold A. Frowein
- 1998 Hermann Dietz
- 2001 Wilhelm Grote, Wolfgang J. Bock
- 2002 Thomas Grumme, Rüdiger Lorenz
- 2006 Hans Arnold
- 2007 Hans-Peter Richter
- 2010 Klaus Roosen, Dietmar Stolke
- 2011 Wolf Ingo Steudel
- 2012 Hans-Jürgen Reulen
- 2018 Hubertus Maximilian Mehdorn
- 2023 Volker Seifert
- 2025 Gabriele Schackert